# Всесвітній саміт з продовольчої безпеки (2009)
Всесвітній саміт з продовольчої безпеки проходив - відбувся в Римі (Італія) 16 і 18 листопада 2009 року. 

## Підготовка
Рішення про скликання зустрічі на найвищому рівні було прийнято Радою Продовольчої та сільськогосподарської організації Об'єднаних Націй (ФАО) в червні 2009 року за пропозицією Генерального директора ФАО д-ра Жака Діуфа. 60 глав держав і урядів і 192 міністри зі 182 країн і Європейського Союзу взяли участь у саміті, який проходив у штаб-квартирі ФАО.

## Контекст
Представники ФАО заявили, що ситуація з глобальною безпекою харчових продуктів значно погіршилася і продовжує становити значну загрозу. У світі нараховується 1 мільярд людей, що страждають від хронічного недоїдання, а останні офіційні повідомлення свідчать про те, що їх кількість збільшиться ще на 100 мільйонів до 2009 року. Ціни на харчові продукти в країнах, що розвиваються, все ще непомірно високі, а глобальна економічна криза посилює і без того складну ситуацію скороченням робочих місць і зростанням бідності.

## Цілі
Основною метою саміту є ліквідація голоду. Для досягнення зазначеної мети ФАО організувала цей саміт, основною метою якого є запровадження більш узгодженої та ефективної системи управління безпекою харчових продуктів, включаючи розробку правил і механізмів, покликаних забезпечити фермерам адекватні заробітки і спрямувати інвестиції в інфраструктуру сільського господарства, а також надзвичайно важливо визначити механізм швидкого реагування на кризу в сфері харчових продуктів.

## Досягнення
Під час саміту одноголосно прийняли Декларацію із заявою про те, що всі країни світу мають намір зробити все можливе, щоб викорінити голод в максимально короткі терміни. У Декларації також зазначено намір істотно збільшити допомогу сільському господарству країн, що розвиваються, завдяки чому 1 мільярд голодних людей по всьому світу може відчути себе більш впевнено.
Декларація підтвердила існуючий показник скорочення масштабів голоду, який повинен зменшитися наполовину до 2015 року. Країни домовилися про необхідність переломити тенденцію до скорочення внутрішнього і міжнародного фінансування сільськогосподарських програм і залучити нові інвестиції в цей сектор для того, щоб надалі забезпечити ефективніше управління глобальними продовольчими проблемами, яке повинно здійснюватися за партнерської взаємодії із зацікавленими сторонами з державного та приватного секторів, а також для вирішення проблеми впливу зміни клімату на безпеку продовольства.

## Фінансування
ФАО в липні оголосила, що Саудівська Аравія ухвалила рішення профінансувати витрати Саміту в розмірі 2,5 млн доларів. Пропозиція була зроблена в ході офіційного візиту д-ра Жака Діуфа в країну.

## Супутні події
ФАО називає три події жовтня 2009, які підготували ґрунт для саміту: Експертний Форум високого рівня на тему «Як прогодувати населення всього світу в 2050 році» (12-13 жовтня 2009 р.), Комітет з всесвітньої продовольчої безпеки (14-17 жовтня 2009 р.) та Всесвітній день продовольства (16 жовтня 2009) «1 мільярд людей голодує» (кампанія стартувала за тиждень до початку саміту).
Напередодні саміту Генеральний директор ФАО Жак Діуф повідомив на Форумі з приватного сектора, який відбувся 12 листопада, про те, що значення приватного сектора значно зросло в зв'язку з приватизацією, глобалізацією і трансформацією продовольчого ланцюжка.
Напередодні саміту Генеральний директор ФАО почав 24-годинне голодування [Архівовано 7 листопада 2012 у Wayback Machine.] в знак солідарності з мільярдом людей, що зазнають хронічного голоду, і з метою привернути увагу світової громадськості до проблем голоду. Він закликав «усіх людей доброї волі» приєднатися до всесвітнього голодування в ці вихідні.